# Angelonia minor
Angelonia minor är en grobladsväxtart som beskrevs av Fisch. och Mey.. Angelonia minor ingår i släktet Angelonia och familjen grobladsväxter. Inga underarter finns listade i Catalogue of Life.